# Ryan Reaves
Ryan Reaves, född 20 januari 1987, är en kanadensisk professionell ishockeyspelare som spelar för New York Rangers i NHL.
Han har tidigare spelat för Pittsburgh Penguins och St. Louis Blues.
Han draftades i femte rundan i 2005 års draft av St. Louis Blues som 156:e spelare totalt.
Under 2017 års draft trejdades han tillsammans med ett draftval i andra rundan (51) i samma draft till Pittsburgh Penguins i utbyte mot ett draftval i första rundan (Klim Kostin) och Oskar Sundqvist.
23 februari 2018 var han del i en trevägs bytesaffär mellan Ottawa Senators, Pittsburgh Penguins och Vegas Golden Knights, när Penguins bytte till sig Derrick Brassard av Ottawa Senators. Som en del i att Golden Knights tog på sig att stå för 40% av Brassards lön de kommande två säsongerna, fick de byta till sig Reaves från Penguins i utbyte mot Tobias Lindberg.